# Pablo Campodónico
Pablo Javier Campodonico (Glew, 17 de octubre de 1977) es un exfutbolista argentino, que se desempeñó como arquero. Desde enero de 2020 hasta diciembre de 2023 fue entrenador de arqueros del plantel de Huracán, y en 2024, entrenador de arqueros del plantel de Boca Juniors.
Es hermano del también futbolista Mariano Campodónico.

## Clubes
| Club                        | País      | Año         |
| --------------------------- | --------- | ----------- |
| Temperley                   | Argentina | 1997 - 2003 |
| Sarmiento (J)               | Argentina | 2003 - 2005 |
| Temperley                   | Argentina | 2005 - 2006 |
| Platense                    | Argentina | 2006 - 2007 |
| Aldosivi                    | Argentina | 2007 - 2017 |
| Platense                    | Argentina | 2017        |
| UAI Urquiza                 | Argentina | 2018        |
| Temperley                   | Argentina | 2018 - 2019 |
| Independiente Mar del Plata | Argentina | 2019        |

## Palmarés

### Campeonatos nacionales
| Título                  | Club               | Año     |
| ----------------------- | ------------------ | ------- |
| Campeonato de Primera B | Sarmiento de Junín | 2003/04 |